# Ampelisca furcigera
Ampelisca furcigera är en kräftdjursart som beskrevs av Bulycheva 1936. Ampelisca furcigera ingår i släktet Ampelisca och familjen Ampeliscidae. Inga underarter finns listade i Catalogue of Life.